# Julen Guimón Ugartetxea
Julen Guimón Ugartetxea (castellà: Julen Guimón)  (Bilbao, 3 d'octubre de 1931 - 10 de desembre de 2001) va ser un polític i magistrat de centredreta i autonomista del País Basc.

## Biografia
Es llicencià en dret a la Universitat de Deusto i continuà la seva formació a la Universitat Yale. En tornar treballà com a advocat i com a professor de dret polític a la Universitat de Deusto. Lluitador antifranquista, va formar part de l'anomenat contuberni de Múnic.
Va ser un dels artífexs del partit Democràcia Cristiana Basca (Euskal Kristau Demokrazia, EKD) partit polític basc democristià de l'època de la Transició espanyola. No era un partit nacionalista, però recolzava la concessió d'autonomia al País Basc, era l'únic partit de centredreta no nacionalista que ho feia al començament de la Transició.
Després de l'experiència fallida d'aquest partit democristià genuïnament basc a les eleccions generals espanyoles de 1977, en la que només va obtenir el 2,58% dels vots i cap representació, s'integra en la Unió de Centre Democràtic, partit del que en fou secretari per Biscaia i del que en formarà part fins a la seva desaparició.
A les eleccions generals espanyoles de 1979 fou elegit diputat per Biscaia i fou vocal de la Comissió Constitucional i de la Comissió d'Afers Exteriors del Congrés dels Diputats. El mateix 1979 fou nomenat conseller d'economia del Consell General Basc. També fou elegit apoderat de la Juntes Generals de Biscaia a les eleccions a les Juntes Generals del País Basc de 1979.
La major part dels democristians d'UCD, amb Julen Guimón i Óscar Alzaga al capdavant, fundaren el Partit Demòcrata Popular, partit genuïnament demòcrata cristià, del que Guimón seria número dos i secretari general.
Líder de Coalició Popular al País Basc, fou escollit novament apoderat de la Juntes Generals de Biscaia a les eleccions a les Juntes Generals del País Basc de 1983 per la circumscripció d'Encartaciones, i candidat a lehendakari per aquesta formació a les eleccions al Parlament Basc de 1986; dins del Parlament Basc fou vocal de la Comissió d'Economia, Hisenda i Pressupostos i de la de Drets Humans. Després fou un dels eurodiputats provisionals enviats per les Corts Espanyoles al Parlament Europeu abans de les eleccions de 1987.
El 12 de gener de 1988 va signar com a representant d'AP el Pacte d'Ajuria Enea impulsat pel lehendakari José Antonio Ardanza Garro. Després que la direcció nacional del PP encarregués Jaime Mayor Oreja la reestructuració del partit a Euskadi, el 8 d'agost de 1989 va dimitir com a secretari general del PP al País Basc. En 1990 es va retirar de la vida política per ocupar el lloc de magistrat en l'Audiència Provincial d'Àlaba.